# Glyptophidium effulgens
Glyptophidium effulgens is een straalvinnige vissensoort uit de familie van naaldvissen (Ophidiidae). De wetenschappelijke naam van de soort is voor het eerst geldig gepubliceerd in 1988 door Nielsen & Machida.